# Girl (The Beatles)
Girl is een lied van de Britse popgroep The Beatles. Het werd voornamelijk geschreven door John Lennon met wat hulp van Paul McCartney. Het nummer werd in 1965 door The Beatles uitgebracht op het album Rubber Soul.

## Achtergrond
Girl werd geschreven door Lennon als een lied over een femme fatale, een vrouw uit Lennons dromen, de ideale vrouw, een vrouw waartoe mannen zich onweerstaanbaar aangetrokken voelen. Het lied verhaalt over een meisje waartoe Lennon zich aangetrokken voelt, zoveel dat hij er spijt van krijgt ("She's the kind of girl you want so much, it makes you sorry.") Het meisje in het lied heeft echter ook een duistere kant, want ze is iemand die "je voor gek zet in het gezelschap van je vrienden". Volgens Lennon bevat het lied daarnaast ook verwijzingen naar aspecten van het christendom waar hij moeite mee had. Met name het feit je gemarteld moet worden om in de hemel te komen. In de liedtekst verwijzen de regels "Was she told... pain would lead to pleasure" hiernaar. Overigens beweert McCartney dat hij deze regels heeft geschreven.
Girl bevat aan het einde een gedeelte op akoestische gitaar (of op bouzouki, naargelang van de bron) dat door McCartney is geschreven. De inspiratie voor dit gedeelte van het nummer kreeg McCartney tijdens een vakantie in Griekenland in 1963. Naar eigen zeggen was hij onder de indruk van de Griekse cultuur en muziek, waarbij onder andere gebruik wordt gemaakt van de bouzouki. De Griekse stijl van musiceren, werd, enigszins aangepast, gebruikt voor Girl.
In 1980, vlak voor zijn dood, brengt Lennon het nummer Woman uit, dat volgens hem een volwassen versie is van het nummer Girl.

## Opnamen
Op 11 november 1965 werkten The Beatles in de Abbey Road Studios in Londen aan hun nieuwe album, Rubber Soul. The Beatles namen Girl in slechts twee takes op. Daarna werden aan de beste take diverse overdubs toegevoegd.
Tijdens de opnamen werden door The Beatles impliciete verwijzingen naar drugs en seksualiteit aan het nummer toegevoegd; iets wat ze wel vaker deden (bijvoorbeeld ook bij Penny Lane, Day Tripper en A Day in the Life). Volgens McCartney deden The Beatles dit opzettelijk. Tijdens het refrein is bijvoorbeeld een geluid te horen dat heel erg lijkt op ofwel wellustig hijgen of het inhaleren tijdens het roken van een marihuana joint. Dit laatste lijkt erg waarschijnlijk aangezien The Beatles in deze periode veelvuldig marihuana rookten. Daarnaast zingen The Beatles tijdens het refrein verschillende malen het woord "tit". Volgens McCartney deden The Beatles dit als een kwajongensstreek, maar ook om voor wat afwisseling te zorgen. 

It was to get some light relief in the middle of this real big career that we were forging. If we could put in something that was a little bit subversive then we would. George Martin might say, 'Was that "dit dit" or "tit tit" you were singing?' 'Oh, "dit dit", George, but it does sound a bit like that, doesn't it?' Then we'd get in the car and break down laughing.
— Paul McCartney (1997)

## NPO Radio 2 Top 2000
Girl stond tussen 2000 en 2015 genoteerd in de Radio 2 Top 2000. In 2007 behaalde het nummer zijn hoogste positie tot nu toe, 855.

| Nummer met noteringen in de NPO Radio 2 Top 2000 | '00  | '01  | '02  | '03  | '04  | '05 | '06  | '07 | '08 | '09  | '10  | '11  | '12  | '13  | '14  | '15  |
| ------------------------------------------------ | ---- | ---- | ---- | ---- | ---- | --- | ---- | --- | --- | ---- | ---- | ---- | ---- | ---- | ---- | ---- |
| Girl                                             | 1319 | 1233 | 1183 | 1057 | 1108 | 974 | 1006 | 855 | 976 | 1154 | 1145 | 1273 | 1289 | 1475 | 1944 | 1922 |

1. ↑  Een vetgedrukt getal geeft de hoogste notering aan.
2. ↑  2000 was het eerste jaar met een notering voor dit nummer.
3. ↑  Deze tabel is bijgewerkt tot en met de laatste editie (2024).

## Credits
- John Lennon - zang, akoestische gitaar
- Paul McCartney - achtergrondzang, basgitaar
- George Harrison - akoestische gitaar
- Ringo Starr - drums